# Markus Niemelä
Markus Niemelä (Rauma, 20 maart 1984) is een Fins autocoureur die anno 2009 in het Atlantic Championship rijdt. In 2008 werd hij kampioen in deze klasse.

## Loopbaan

### Karting
In 1998 won Niemelä het Finse juniorkartkampioenschap met het maximaal aantal haalbare punten. In 2001 weerhield een armblessure hem van een deelname aan de Formule A. Hij won wel de enige race waar hij aan deelnam.
In 2002 was Niemelä Fins kampioen in de Formule A. Hij zette, op een ronde na, de snelste tijd in ten minste een heat in elke Europese race. Hij kwalificeerde zich ook voor het wereldkampioenschap, maar door technische problemen kwam hij niet aan de finish. In 2003 kon Niemelä door een ongeluk drie maanden niet racen. Hij keerde terug in het wereldkampioenschap als vijfde.

### Single seat

#### 2004
Niemelä werd de Finse en Zweedse Formule Ford kampioen en de winnaar van het STCC. Hij leidde het Scandinavische kampioenschap tot de voorlaatste ronde, maar finishte als tweede omdat hij niet deelnam aan de laatste ronde. Hij was genomineerd als "Jonge Kampioen" door de Finse ASN. Hij testte ook voor de Formule BMW en was de snelste in meerdere onofficiële tests.

#### 2005
Niemelä finishte als 7de in kampioenschapspunten met een overwinning en een pole position. Het seizoen werd gekenmerkt door veel crashes in 12 van de 20 races. Hij was ook 5de in de UK Formule Renault Winterkampioenschap. Hij reed ook in de normale Formule Renault als testrijder bij de eerste race.

#### 2006
In de Formule Renault UK behaalde Niemelä een overwinning, een pole position en een snelste ronde. Hij won de Multiple Driver Of The Day Awards, uitgereikt door Renault Sport. Hij finishte als 7de in het kampioenschap met als beste resultaten 1ste, 2de, 3de en tweemaal 4de.

#### 2007
In de Formule Renault Eurocup had Niemelä 6 starts met als beste resultaat 2de op de Hungaroring. In het Aziatische kampioenschap had hij 4 starts met 2 overwinningen en 1 tweede plaats. Zijn 3de overwinning uit 4 races werd later ongedaan gemaakt vanwege een jumpstart. Vanaf de Hungaroring reed hij in de GP2 voor het team BCN Competición om de naar de Formule 1 gepromoveerde Sakon Yamamoto te vervangen. In zijn eerste race viel hij uit en kon hierdoor niet deelnemen aan de tweede race.

#### 2008
Niemelä won het Atlantic Championship voor het team Brooks Associates na de laatste twee rondes van het seizoen te winnen.

#### 2009
Niemelä keerde terug in deze serie om zijn titel te verdedigen, ditmaal bij Newman Wachs Racing. In de eerste vijf races wist hij geen enkele podiumplaats te behalen en verhuisde daarom naar Jensen MotorSport, maar wist het succes niet te behalen en eindigde het jaar op de 6de plaats.

## GP2 resultaten
| Jaar | Inschrijving    | 1       | 2       | 3       | 4       | 5       | 6       | 7       | 8       | 9       | 10      | 11      | 12         | 13          | 14      | 15      | 16        | 17         | 18         | 19         | 20         | 21         | Rang | Punten |
| ---- | --------------- | ------- | ------- | ------- | ------- | ------- | ------- | ------- | ------- | ------- | ------- | ------- | ---------- | ----------- | ------- | ------- | --------- | ---------- | ---------- | ---------- | ---------- | ---------- | ---- | ------ |
| 2007 | BCN Competición | BHR FEA | BHR SPR | ESP FEA | ESP SPR | MON FEA | FRA FEA | FRA SPR | GBR FEA | GBR SPR | GER FEA | GER SPR | HUN FEA NF | HUN SPR DNS | TUR FEA | TUR SPR | ITA FEA 9 | ITA SPR 11 | BEL FEA 11 | BEL SPR NF | VAL FEA 14 | VAL FEA NF | 31   | 0      |